# Ajman Husni
Ajman Husni Husajn (arab. أيمن حسني حسين; ur. 3 maja 1972) – egipski zapaśnik walczący w stylu klasycznym. Zajął 29. miejsce na mistrzostwach świata w 1995. Triumfator igrzysk afrykańskich w 1995. Mistrz Afryki w 1996 i 1997. Zwycięzca igrzysk panarabskich w 1997 i mistrzostw arabskich w 1995. Ósmy na igrzyskach śródziemnomorskich w 1997. Szósty w Pucharze Świata w 1994 roku.